# Clayton Ezekiel Anderson
Clayton Ezekiel "Zeke" Anderson is een personage uit de Amerikaanse dramaserie Tour of Duty. Anderson is Staff Sergeant van het tweede peloton van de Bravocompagnie aan het begin van de serie, en gepromoveerd tot Sergeant 1st Class aan het einde van de serie.

## Biografie
Anderson werd geboren rond 1937 in Boise, Verenigde Staten. Enkele dagen na zijn geboorte kwam zijn moeder om bij een auto-ongeluk. Gezien zijn vader al verdwenen was voor zijn geboorte, werd Anderson een wees. Op jonge leeftijd meldt hij zich vrijwillig aan voor militaire dienst, waarna hij wordt gestationeerd op Fort Benning in Georgia. In 1964 krijgt hij samen met zijn vrouw Carol een dochtertje, Katie Anderson. Wanneer Anderson een jaar later in 1965 wordt uitgezonden naar Vietnam kan Carol niet meer leven met een militair als man en vraagt een echtscheiding aan. Zodra hij het leger zal verlaten wil hij een vissers gids bedrijf beginnen in Montana.

## Militaire carrière
Eerste tour:

Centrale Hooglanden, II Corps (van juli 1965 tot juli 1966)
Als Staff Sergeant in de 1st Cavalry Division.

Tweede tour:

Rond Saigon, III Corps (van september 1966 tot april 1967)
Als Staff Sergeant in de 11th Armored Cavalry.

Derde tour:

Firebase Ladybird, I Corps (van mei 1967 tot januari 1968)
Als leidinggevende Staff Sergeant van 2nd Platoon, B ("Bravo") Company, 3/44th Infantry Regiment, 196th Light Infantry Brigade, Americal Division.
Tan Son Nhut, III Corps (eind januari 1968 tot april 1968)
Als leidinggevende Staff Sergeant van 2nd Platoon, B ("Bravo") Company, 3/44th Infantry Regiment, 196th Light Infantry Brigade, Americal Division.

Vierde tour:

Camp Barnett, III Corps (van mei 1968 tot ?)

Team Sergeant van "Team Viking". Als onderdeel van MACV-SOG.

## Onderscheidingen

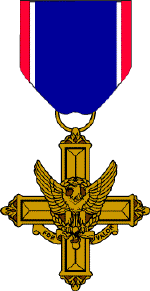
Distinguished Service Cross - 6 januari 1969
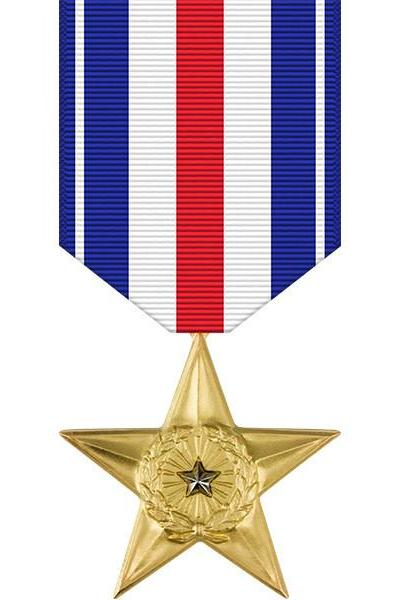
Silver Star - 9 december 1967
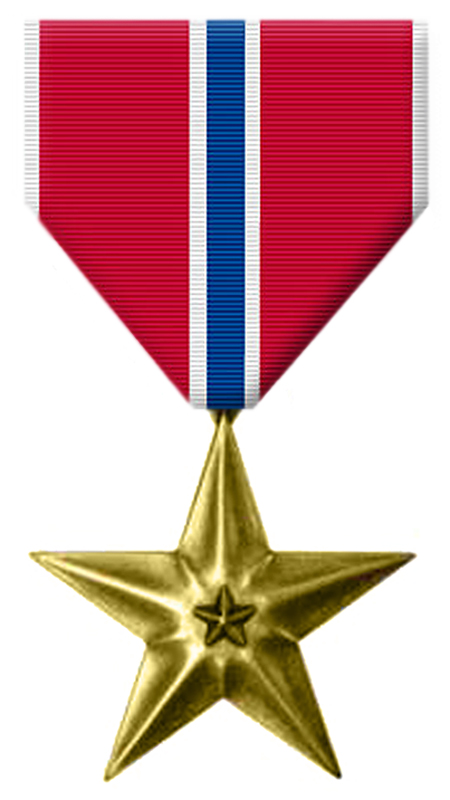
Bronze Star - Driemaal ontvangen.
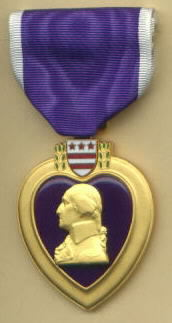
Purple Heart - Eenmaal ontvangen.
National Defence Service Medal - Eenmaal ontvangen.
Vietnam Campaign Medal - Eenmaal ontvangen.
Vietnam Service Medal - Eenmaal ontvangen.
Good Conduct Medal - Eenmaal ontvangen.
Vietnam Gallantry Cross - Eenmaal ontvangen.
Combat Infantry Badge - Eenmaal ontvangen.